# Fernando de Montesinos
Fernando de Montesinos (Osuna, siglo XVI–La Campana, 1651) fue un escritor, historiador y presbítero español. Pasó al virreinato del Perú, cuyo territorio recorrió desde Cartagena de Indias hasta Atacama, recopilando una ingente información histórica y de diversa índole. Residió en Trujillo, Potosí, Lima y Quito, para finalmente regresar a España, donde ganó un curato, acabando allí sus días. Sus obras más importantes son: Ophyr de España. Memorias antiguas, historiales y políticas del Perú y los Anales del Perú, 1498-1642, que fueron publicadas en el siglo XX.

## Biografía
Nació en Osuna, cerca de Sevilla, en fecha desconocida. Provenía de una antigua familia leonesa. Se sabe que tomó las órdenes sagradas en 1627 y que además era licenciado en Derecho Canónico, aunque se ignora de qué universidad.
En 1628 zarpó de Cádiz rumbo a América, acompañando a la comitiva de Luis Jerónimo Fernández de Cabrera y Bobadilla, conde de Chinchón, que venía nombrado como virrey del Perú.  Sin embargo, su nombre no aparece en la lista de los que formaron parte de ese séquito, por lo que se duda de ese dato. Lo que sabemos con certeza es que se instaló en Trujillo, en el norte del Perú, donde el obispo Carlos Marcelo Corne lo retuvo para que fuera su secretario. Incluso fue nombrado rector del seminario local, cargo que ejerció de 1628 a 1630.
Tras el fallecimiento del obispo Corne, se trasladó a Potosí, donde se mostró interesado en las minas y las condiciones de su beneficio. Luego recorrió el resto del virreinato del Perú, que entonces abarcaba una buena parte de Sudamérica. Fue visitador eclesiástico en Arica y en otros lugares; y exploró las selvas cercanas a Tarma en 1637. No solo tuvo vastos conocimientos en ciencias físicas y metalurgia, sino una ávida curiosidad para consultar viejos archivos y recoger tradiciones antiguas.
Entre 1636 y 1639, residió brevemente en Lima como capellán de la iglesia de Nuestra Señora de las Cabezas. Presenció el auto de fe celebrado el 23 de enero de 1639, en el que fueron quemadas vivas doce personas, nueve de las cuales eran portugueses. De este acontecimiento escribió una relación que fue publicada en Lima ese mismo año. En la capital virreinal se dedicó también al ordenamiento de documentos y noticias sobre el pasado peruano.
Pasó luego a Cajamarca como juez eclesiástico. Allí, su curiosidad histórica lo llevó a visitar el famoso “cuarto del rescate” donde estuvo preso el inca Atahualpa y cuyas medidas apuntó. Posteriormente fue visitador eclesiástico en Trujillo, en 1641; y en Quito, en 1643.
Finalmente regresó a España, donde ejerció el curato de La Campana, cerca de Sevilla. En 1644 dirigió un memorial al rey Felipe IV pidiéndole una pensión por sus servicios, con el propósito de ir a México o volver a Lima para pasar sus últimos días dedicados al estudio. Pero permaneció en La Campana, hasta su fallecimiento en 1651.

## Obras escritas
En vida publicó dos obras:
- Beneficio común o Directorio de beneficiadores de metales y arte de ellos, con reglas ciertas para los negrillos (Lima, 1638).[1][5]
- Auto de fe celebrado en Lima a 23 de enero de 1639 (Lima, 1639).[1][5]

A base de sus manuscritos, fueron publicadas casi 300 años después de ser escritas las siguientes obras:
- Memorias antiguas, historiales y políticas del Perú.
- Anales del Perú, 1498-1642.

### Memorias antiguas, historiales y políticas del Perú
Esta obra en realidad debió titularse el Ophyr de España. Fue publicada parcialmente en 1882 por el americanista Marcos Jiménez de la Espada, generando controversia entre los eruditos, por contener afirmaciones consideradas muy aventuradas, principalmente por identificar a Perú con el país bíblico de Ofir, atribuir a los indios un origen semita y remontar el inicio de la civilización andina a miles de años, consignando incluso una larga lista de 93 reyes preincas. El crítico José de la Riva Agüero y Osma no tuvo reparo en calificar a Montesinos como un autor imaginativo y hasta mentiroso, atribuyéndole la paternidad de todas las fantasías histórico-literarias del siglo XVII.Sin embargo, una investigación más acuciosa ha llegado a determinar que en realidad Montesinos se limitó a repetir información de otros cronistas como Blas Valera (autor de una historia incaica, hoy perdida) y que, al margen de sus errores históricos evidentes, muchas de sus otras aseveraciones han sido posteriormente comprobadas. La primera edición completa de esta obra apareció en Lima en 1930 y posteriormente apareció otra en el Cuzco, en 1957.

### Anales del Perú, 1498-1642
Fue publicada en Madrid en dos volúmenes por Víctor Manuel Maurtúa y Uribe (1906). Es una obra más confiable que la anterior, donde el autor «después de remontar su vuelo por nebulosas regiones, desciende a tierra firme, donde no son de esperar groseras faltas de verdad o por lo menos de verosimilitud». Se trata de una crónica relatada anualmente sobre los sucesos de la conquista y la colonización, que empieza en 1498, año del tercer viaje de Cristóbal Colón, y llega hasta 1642. Pero a diferencia de otras obras similares que por lo general son áridas, contiene escenas llenas de gracia descriptiva: entradas de virreyes, escenas de cabildos y finos apuntes sobre personajes e indumentarias, y ciertamente, noticias sobre minas y tesoros. Sus fuentes fueron los archivos de los cabildos, escribanías y corporaciones, así como sus vivencias personales en las ciudades de Trujillo, Lima, Potosí y Quito, donde residió.